# Elaeocarpus fairchildii
Elaeocarpus fairchildii är en tvåhjärtbladig växtart som beskrevs av Merrill. Elaeocarpus fairchildii ingår i släktet Elaeocarpus och familjen Elaeocarpaceae. Inga underarter finns listade i Catalogue of Life.